# Spring Valley (Illinois)
Spring Valley is een plaats (city) in de Amerikaanse staat Illinois, en valt bestuurlijk gezien onder Bureau County.

## Demografie
Bij de volkstelling in 2000 werd het aantal inwoners vastgesteld op 5398. In 2006 is het aantal inwoners door het United States Census Bureau geschat op 5375, een daling van 23 (-0,4%).

## Geografie
Volgens het United States Census Bureau beslaat de plaats een oppervlakte van 10,1 km², geheel bestaande uit land. Spring Valley ligt op ongeveer 193 m boven zeeniveau.

## Plaatsen in de nabije omgeving
De onderstaande figuur toont nabijgelegen plaatsen in een straal van 8 km rond Spring Valley.